# Gabriel Jean Joseph Molitor
Gabriel Jean Joseph Molitor (Hayange, 7 marzo 1770 – Parigi, 28 luglio 1849) è stato un generale francese. Ufficiale brillante e capace, si distinse già nelle prime fasi delle guerre rivoluzionarie francesi per le proprie capacità militari, mettendosi definitivamente in mostra in seguito alla brillante difesa di Näfels contro le superiori forze del maresciallo Suvorov. Proseguì la propria carriera nelle file dell'esercito napoleonico, ottenendo ripetutamente ottimi risultati sia in campo bellico sia nell'amministrazione civile e venendo elevato a conte dell'Impero. Tornato al servizio della monarchia dopo la caduta di Napoleone, guidò la spedizione francese in Spagna, ricevendo il titolo di maresciallo di Francia dal 1823 e quello di Pari di Francia. Il suo nome è iscritto sull'Arco di Trionfo, sul pilastro est.

## Biografia

### I primi anni e le guerre rivoluzionarie francesi
Figlio di un militare dell'esercito francese, Molitor nacque ad Hayange nel 1770. Aveva appena terminato i propri studi quando, allo scoppio della Rivoluzione francese, si arruolò come volontario: il 25 agosto 1791 si unì al 4° battaglione della Mosella e i suoi compagni lo nominarono capitano all'unanimità lo stesso giorno. Dopo aver effettuato il primo anno di campagna, il 1792, nell'Armata del Nord, si trasferì nell'Armata della Mosella nel 1793 dove fu promosso ad aiutante generale quello stesso settembre. Sotto il comando del generale Hoche, durante la battaglia di Kaiserslautern, fu assegnato al comando di tre battaglioni, con i quali riuscì a conquistare l'importante posizione di Erlenbach, difesa dall'ala destra dell'esercito prussiano, agli ordini del duca di Brunswick. Successivamente, fu messo al comando di una delle colonne che determinarono il successo di un combattimento a Gersberg, nei pressi di Wissembourg. Nelle quattro campagne successive, si distinse come capo di stato maggiore e comandante di brigata sotto i generali Pichegru, Kléber, Moreau e Jourdan, venendo quindi spostato tra le armate del Danubio, del Reno e della Sambre e Mosa frequentemente. Durante le operazioni di assedio a Magonza, nel 1795, fu gravemente ferito. Al suo ritorno, prese parte alla difesa di Kehl, allestendo le difese nei pressi dell'isola di Ehrlen-Rhein. Terminò la guerra della Prima coalizione agli ordini del generale Saint-Cyr.

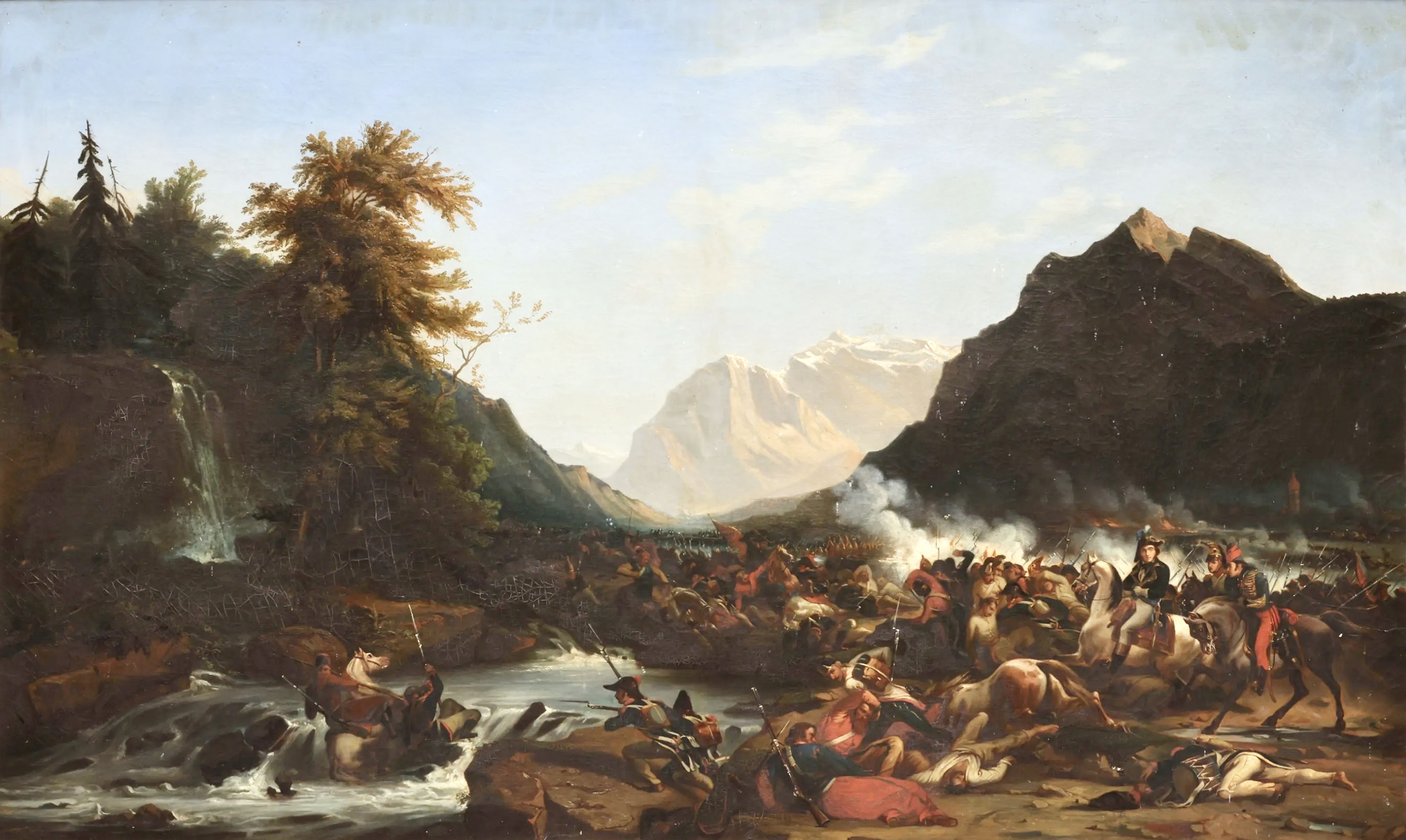
Molitor alla battaglia di Näfels

Dopo la ripresa delle ostilità con l'Austria nel 1799, venne inizialmente mandato nell'Armata del Danubio sotto il comando del generale Lefebvre ma subito dopo venne ricollocato nell'Armata d'Elvezia del generale Massena. Promosso a generale di brigata il 30 luglio 1799, Massena lo inviò a gestire una delle brigate del generale Lecourbe: ottenne alcuni successi sugli austriaci a Svitto, a Motten e a Glarona. Verso la fine di settembre si trovò in una posizione critica: le due armate dei generali Jelačić e Linken stavano per convergere entrambe sulla sua posizione. Un diplomatico nemico chiese lui di arrendersi. Molitor, orgogliosamente rispose: «Ce n'est pas moi qui me rendrai, ce sera vous!»  (Non sono io che mi arrenderò, sarete voi!). Durante gli scontri accaniti che seguirono, Molitor riuscì ad impedire che le due forze giungessero a contatto. In seguito, Molitor riuscì a porre una strenua ma molto efficace difesa a Näfels, bloccando ripetutamente la strada di Suvorov verso la Linth, dove attenda di incontrarsi con il generale von Hotze, forzando l'esercito russo ad abbandonare i propositi iniziali. L'impresa di Molitor, che aveva portato alla definitiva ritirata delle forze russe dalla Svizzera, e poi dall'intero conflitto, fu ampiamente lodata, sia dal Direttorio, sia dal generale Massena, sia dalla popolazione svizzera. L'anno seguente, cessate le operazioni militari in Svizzera, rimase al fianco del generale Lecourbe, guidando una delle sue brigate, e conseguentemente prese parte alla campagna del generale Moreau in Germania: dopo aver attraversato il Reno, combatté a Stockach e a Messkirch nei primi giorni di maggio, facendo oltre 4000 prigionieri nella prima delle due battaglie. Un mese più tardi, invece, combatté contro il principe di Reuss nel Canton Grigioni e nel Tirolo, vincendo ripetutamente in alcuni scontri minori come a Bregenz e a Nesselwangen, e terminando la campagna con la strategica occupazione di Feldkirch. Per i meriti e il valore dimostrato nelle sue due campagne, Molitor fu ricompensato con una promozione a generale di divisione il 6 ottobre 1800 e venne successivamente affidato lui un posto da comandante a Grenoble, posto che mantenne sino al 1805. A seguito della creazione dell'Ordine della Legion d'Onore, venne investito del titolo di Commendatore.

### Sotto l'Impero

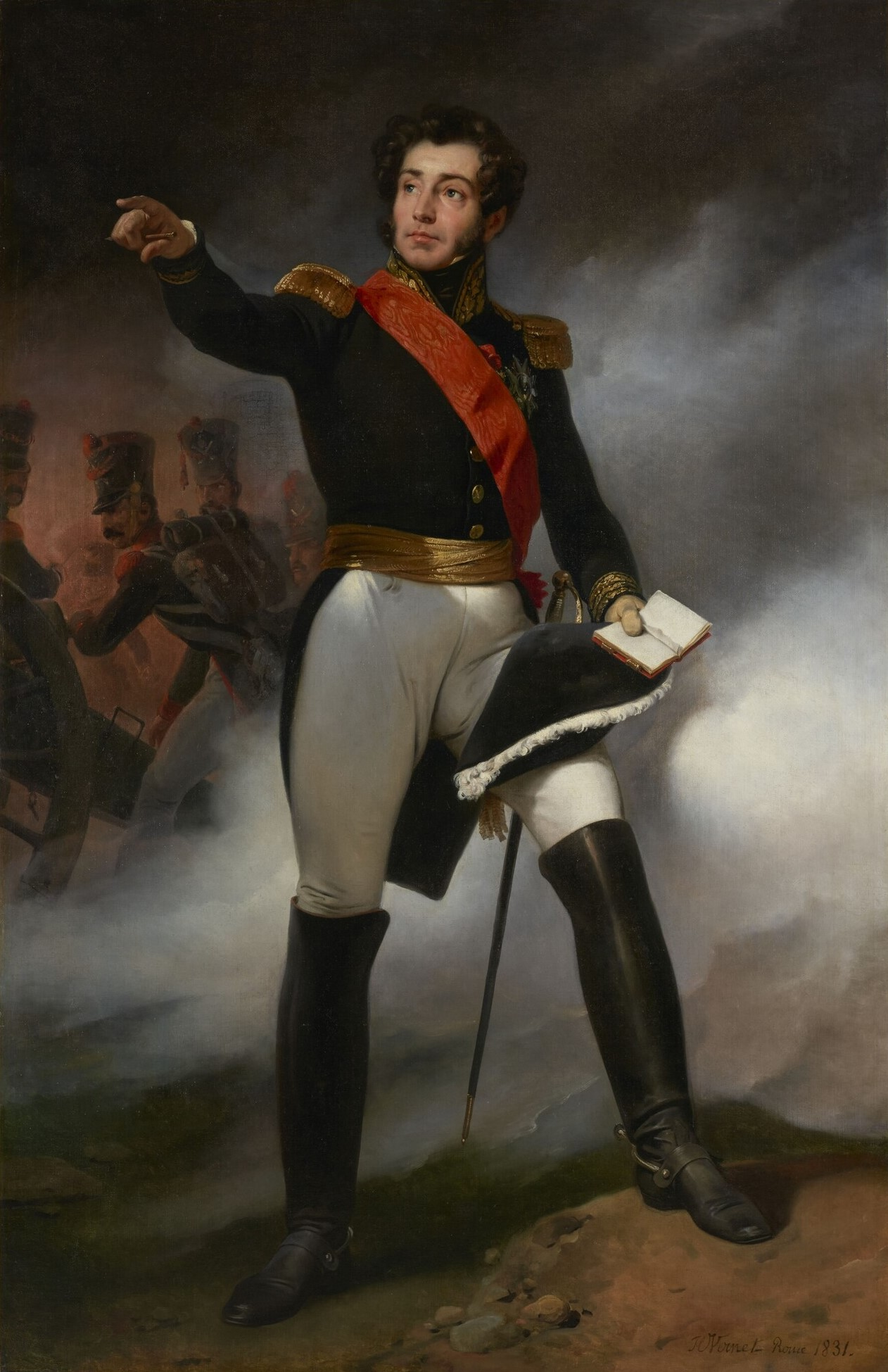
Il generale Molitor

In seguito alla ripresa delle ostilità con l'Austria, Molitor fu impiegato nell'Armata d'Italia, sotto il comando di Massena. Venne lui affidata una divisione di avanguardia: combatté valorosamente a Verona e a Vago ma soprattutto si distinse durante la battaglia di Caldiero contro l'arciduca Carlo, dove si oppose da solo all'ala destra austriaca. Anche durante la marcia verso Vienna continuò a fare prigionieri, ad esempio quando assaltò e conquistò la posizione di San Pietro in Gu. Finalizzati gli accordi di pace di Presburgo, Molitor fu inviato nella nuova provincia della Dalmazia, facendo il compito di comandante militare dell'esercito e della marina oltre a quello di governatore civile della regione: riorganizzò l'amministrazione, riuscendo a tagliare più di metà della spesa pubblica, e trattò la popolazione locale con affetto, pur pretendendo ordine dai propri soldati. Oltre agli aspetti civili del suo incarico, nel 1806 compì alcune imprese militari degne di nota: respinse i russi a Lesina, riconquistò l'isola di Curzola e terminò la campagna sollevando il blocco di Ragusa, dove con 1700 uomini scacciò 3000 russi e 10000 montenegrini. La felicità per la liberazione dall'assedio e l'ammirazione dei ragusani per Molitor fu tale che aggiunsero il verso et nostrum liberatorem Molitorem dopo la parola imperatorem nel canto Domine salvum. L'ottimo lavoro svolto da Molitor non passò inosservato: quello stesso anno fu fatto Grand'Ufficiale della Legion d'Onore e Cavaliere dell'Ordine della Corona Ferrea.
Nel 1807 venne spostato dal mar Adriatico al Baltico per respingere le armate svedesi in Pomerania, nella Germania settentrionale: le sconfisse a Damgarten il 13 luglio, costringendole ad attraversare il Recknitz, e poi le attaccò nuovamente a Löbnitz e a Redebas il giorno seguente. Lì inseguì sino a Stralsund, dove si mise a comando dell'ala sinistra delle forze di assedio, riuscendo ad entrare in città prima della pace. Restò in Pomerania come governatore militare e civile sino al 1808, anno in cui ricevette il titolo di Conte dell'Impero e una dotazione di 30000 franchi di rendita. L'anno seguente, ricevette il titolo di Cavaliere di Gran Croce dell'Ordine militare di Carlo Federico. All'apertura della campagna del 1809, ebbe il comando di una divisione nel corpo d'armata di Massena. Combatté a Landshut e poi a Neumarkt-Sankt Veit, soccorrendo un corpo di bavaresi in grave difficoltà contro le truppe austriache. Il 19 maggio, alla testa di una delle sue brigate operò il primo passaggio del Danubio a Kaiserebersdorf e tese un agguato agli austriaci sull'isola di Lobau. Il successivo giorno 21, sostenne da solo e per diverse ore il primo attacco austriaco ad Aspern. Il 6 luglio, durante la battaglia di Wagram, fu incaricato di attaccare il villaggio di Aderklaa, dove si infransero, per gran parte della giornata, gli sforzi disperati del centro austriaco.
Fu incaricato del comando delle città della Lega Anseatica nel 1810 e nel 1811 dei dipartimenti dell'ex regno d'Olanda. In quello stesso anno fu nominato della 17ª divisione, creata ad Amsterdam, e fu investito dell'Ordine della Riunione. Il generale Molitor si trovava ancora nei Paesi Bassi nell'aprile 1813, quando le città di L'Aia, Leida e Zaandam insorsero: con energia e rapidità soffocò la rivolta. Fece creare delle guarnigioni e stanziò degli approvvigionamenti in tutte le città della regione, riuscendo per qualche tempo a fermare l'avanzata delle colonne nemiche, anche affrontandole, come fece a Bois-le-Duc e nell'isola di Bommel. Le continue defezioni dei soldati stranieri arruolati nell'esercito francese lo misero in una posizione disperata, sostanzialmente privo di uomini per allestire le difese, forzandolo ad abbandonare l'Olanda per fare ritorno in Francia, dove si unì alle forze del maresciallo MacDonald. Al fianco del maresciallo combatté a La Chaussée, Châlons e La Ferté-sous-Jouarre, prendendo il comando del 2° corpo d'armata in sua assenza. Dopo il ritorno dei Borbone, il suo posto di comandante fu confermato e vennero conferiti lui il titolo di Cavaliere dell'Ordine di San Luigi e di Cavaliere di Gran Croce della Legion d'Onore. Venne poi collocato come ispettore generale dell'esercito, funzione in cui Napoleone, al ritorno dall'Isola d'Elba, lo trovò, affidandogli successivamente  la difesa delle frontiere dell'Alsazia, con un corpo di 20000 guardie nazionali mobilitate.

### La Restaurazione e gli ultimi anni

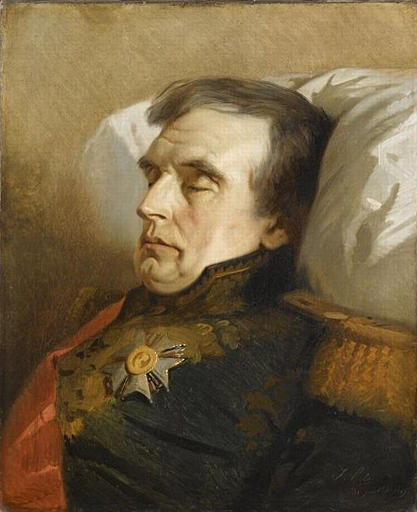
Molitor morente nel 1849

Alla Seconda Restaurazione Molitor fu messo a riposo ed allontanato da Parigi ma il maresciallo Gouvion-Saint Cyr, al suo arrivo al ministero della Guerra, gli assegnò nuovamente il ruolo di ispettore generale. Nel 1823 il generale Molitor, chiamato al comando del II Corpo d'armata dell'Armata dei Pirenei, conquistò successivamente nella Spedizione di Spagna il Regno d'Aragona, Murcia, Grenada, Malaga, Cartagena ed Alicante. I successi ottenuti gli valsero la dignità di Maresciallo di Francia e gli aprirono le porte della Camera dei Pari, oltre a garantirgli il titolo di Commendatore dell'Ordine di San Luigi. La Monarchia di luglio lo nominò nel 1831 al comando della 7ª ed 8ª divisione militare e a lungo si discusse sulla sua nomina a comandante delle forze francesi in Algeria.
Chiamato il 6 ottobre 1847 alla carica di governatore dell'Hôtel des Invalides, Molitor cedette l'anno successivo tale onore all'ex re di Vestfalia, Girolamo Bonaparte, per occupare il posto di Gran Cancelliere della Legion d'onore. Molitor morì nel 1849 e viene sepolto nella cripta dell'Hôtel des Invalides a Parigi.